# Бисера Дакова
Бисера Лазарова Дакова е български филолог, литературен историк.

## Биография
Родена е на 1 ноември 1966 г. в с. Габровница, Монтанско. Завършва гимназия с преподаване на немски език „Роза Люксембург“ в Монтана (1985) и Българска филология в Софийския университет „Климент Охридски“ (1990). Работи като гимназиален преподавател по български език и литература в Монтана и Берковица (1990 – 94). Редовен докторант към катедра „Българска литература“ към ВТУ „Св. св. Кирил и Методий“ с научен ръководител доц. Страхил Попов (1994 – 1997). Доктор по филология с дисертация на тема „Знак и символ в поезията на П. К. Яворов“ (2000).
Литературен сътрудник (2000 – 2003), научен сътрудник I степен (2003 – 2007) и старши научен сътрудник II степен (2007-) в секция „Нова и съвременна българска литература“ в Института за литература на БАН.
Специализация към Виенския университет по проекта „Виенският сецесион и българската краевековна поезия“ (януари – юни 2003).
Лектор по български език и литература във Виенския университет (2006 – 2024).

### Книги
- Яворов. Археология на автора. София: Стигмати, 2002, 326 с.[1] (Наградена с „Южна пролет“ за критика (2003).
- Век и краевековие: Позитивизъм и декаданс в българската литература през ХIХ век; аспекти на ориентализма и културната идентичност. София: Карина М, 2007, 178 с.[2]
- ((de)) Der unanthologische Trajanov. Die getilgte Dekadenz. Über die Verwandlungen der poetischen Sprache. Schriften zur Literaturgeschichte, Bd. 11. Hamburg, 2009, 192 S. (ISBN 978-3-8300-4321-8)[3]